# Somnul insulei
Somnul insulei este un film românesc din 1994, regizat de Mircea Veroiu după un scenariu inspirat din romanul Al doilea mesager (1985) al lui Bujor Nedelcovici. Rolurile principale sunt interpretate de actorii Ovidiu Iuliu Moldovan, Marcel Iureș, Ștefan Sileanu, Elena Albu, Dan Condurache, Mircea Albulescu, Natașa Raab, Costel Constantin și Vlad Rădescu.
Subiectul filmului îl reprezintă condiția intelectualului în timpul unei dictaturi totalitare ce a subjugat o insulă de unde nu se poate fugi, singurele alternative fiind colaborarea cu puterea și internarea într-un institut de reeducare. Un scriitor reputat se
întoarce în țara natală pentru a încerca să înfrunte teroarea unui regim opresiv, dar sfârșește prin a fi corupt el însuși de sistemul aberant.

## Rezumat
După 11 ani de exil la Paris, reputatul scriitor Danyel Raynal (Ovidiu Iuliu Moldovan), poreclit „Milordul”, se întoarce pe Insula Victoriei, țara sa natală aflată sub un regim dictatorial. La o oră de la aterizarea sa pe insula izolată și imediat după sosirea la vila sa dărăpănată de pe malul mării, el este vizitat de poetul Victor Labry (Dan Condurache), un fost prieten care era membru în Colegiul Superior al Ligii ce guverna insula (era redactorul unei reviste, realiza o emisiune de televiziune și locuia într-o casă mare și frumoasă).
În primele zile de la sosire, Danyel are ocazia să constate că situația în țară s-a schimbat în rău. Guvernatorul omnipotent (Ștefan Sileanu) și Liga conduc destinele insulei, intenționând să creeze un om nou, diferit de omul existent până atunci. Un institut de reeducare (intitulat Institutul de Îndrumare și Învățământ) vrea să uniformizeze reacțiile, sentimentele și gândurile locuitorilor pentru a-i transforma în supuși loiali ai statului. La televizor sunt transmise numai marșuri patriotice și discursurile guvernatorului. Deoarece vânzarea liberă a alimentelor este interzisă, toți locuitorii insulei sunt forțați să ia masa la o imensă cantină orășenească. În librării nu se găsesc cărți, ci numai discursurile Guvernatorului. Atmosfera este una cenușie: insula este bătută de vânt și mâncată de viermi, în timp ce păsările migratoare sunt otrăvite de primărie. 
Fosta sa iubită, Micheline Rolebon (Elena Albu), pare cuprinsă de disperare în fața realității din insulă ce depășește orice ficțiune și cere să fie internată la Institutul de Îndrumare și Învățământ, unde se afla de câțiva ani și prietenul său Jean Elby (Marcel Iureș), un dizident irecuperabil. Schimbările survenite în comportamentul oamenilor erau ușor observate de regim, iar cei vinovați trebuiau să urmeze o serie de cursuri la institut pentru a-și suprima convingerile diferite de cele ale regimului. 
La început, Danyel este primit cu bucurie de conducerea insulei, iar președintele Colegiului Ideologic (Costel Constantin) acceptă să-i publice romanul Gânduri pentru mai târziu, acordându-i și un avans. Hélène (Natașa Raab), o altă fostă iubită, îl consideră un colaborator al regimului. Ea îi spune că trebuie suprimate câteva pasaje din carte pentru ca aceasta să fie publicată, dar scriitorul refuză. În urma refuzului său, Consiliul Ideologic amână publicarea cărții, refuzând să-l mai plătească pe scriitor.
Raynal îi trimite un memoriu guvernatorului în care îi scrie că este nevoie de schimbări, reforme și legi noi în țară. Guvernatorul îi sugerează să scrie cărți despre realitatea din țară sau despre discursurile politice ale conducătorului ori să plece în străinătate. Scriitorul își exprimă refuzul, iar atunci autoritățile încep să-l șicaneze: nu i se mai permite să ia masa la cantină și i se impune să închirieze vila unor alte persoane, deoarece Oficiul Central de Locuințe considera că scriitorul deținea un spațiu locativ prea mare pentru o singură persoană. Danyel își vinde o parte din lucruri și este silit să primească chiriași o femeie cu un copil pe nume Grégoire Belfont. 
Jean Elby este lăsat liber pentru o oră pentru a-l revedea pe Danyel și-i spune că dizidenții nu mai sunt arestați ca pe vremuri, ci sunt reeducați printr-o manipulare subtilă a minții lor practicată de institut. El îl consideră pe Danyel singura speranță a locuitorilor insulei pentru a scăpa de dictatura guvernatorului. Jean îl convinge pe scriitor să ia cuvântul la Congresul General al Ligii pentru a-l înfrunta pe guvernator și a trezi din amorțire masele. Danyel ia cuvântul la congres și acuză violența instituționalizată, monopolul asupra societății, strategia minciunii, nivelarea forțată a conștiinței și manipularea populației. Discursul său are un efect diferit de cel scontat: nimeni nu-l întrerupe, iar guvernatorul îl laudă și poartă o discuție politică cu el. Singura reacție dorită este doar un bilet anonim primit.
Dându-și seama că populația trăiește într-o stare de amorțeală intelectuală și de acțiune, Danyel ajunge la concluzia că singura soluție rămâne colaborarea cu regimul. El îi cere lui Victor să-l ducă la institut pentru a fi reeducat. Înainte de plecare, Danyel îi dăruiește biblioteca sa tânărului Grégoire. El stă trei ani la institut, fiind reeducat de profesorul Michel Fontaine (Mircea Albulescu). Succesul reeducării are ca efect publicarea cărții sale și numirea sa în postul de consilier principal al guvernatorului. Inadaptatul intelectual Jean Elby, singurul eșec din activitatea institutului, este găsit mort pe plajă într-una dintre zile.
După numirea lui în postul de consilier, Micheline îl caută pe Danyel și-l roagă să o ajute pentru că era urmărită de poliția regimului ca participantă la greva morală. Guvernatorul refuză să se implice, afirmând că ruperea de trecut a scriitorului este o probă de credință față de ligă. Danyel îl caută pe tânărul Grégoire care trimisese un memoriu guvernatorului, după cum procedase și scriitorul în trecut. Consilierul îi recomandă tânărului să fugă de pe insulă. În perioada următoare arheologul Marcel (Vlad Rădescu), un prieten al scriitorului care trăia în exil în Peru, se întoarce și el în țară, plin de entuziasm. Incapabil să ajute persoanele la care ținea și neputând părăsi insula, Daniel alege soluția sinuciderii.

## Distribuție
- Ovidiu Iuliu Moldovan — scriitorul Danyel Raynal, poreclit „Milordul”, un fost asistent universitar care se întoarce după 11 ani de exil la Paris pe Insula Victoriei, țara sa natală
- Marcel Iureș — Jean Elby, fost asistent universitar, considerat a fi un dizident irecuperabil, un fost prieten al lui Danyel Raynal
- Ștefan Sileanu — guvernatorul omnipotent al Insulei Victoriei
- Elena Albu — Micheline Rolebon, fosta iubită a lui Danyel Raynal
- Dan Condurache — poetul Victor Labry, fost asistent universitar, redactor al unei reviste, membru în Colegiul Superior al Ligii, un fost prieten al lui Danyel Raynal
- Mircea Albulescu — profesorul Michel Fontaine, directorul Institutului de Îndrumare și Învățământ
- Natașa Raab — Hélène, redactor la editura de stat, o altă fostă iubită a lui Danyel Raynal
- Costel Constantin — președintele Colegiului Ideologic, editorul operei lui Danyel Raynal
- Vlad Rădescu — arheologul Marcel, un fost prieten al lui Danyel Raynal care trăiește exilat în Peru
- Corina Dănilă — Christine, ospătăriță la Cantina Orășenească Centrală
- Rodica Mandache — Veronica, soția poetului Victor Labry
- Ion Chelaru — Vanghelis, tehnoredactorul cărții
- Radu Solcanu — Grégoire Belfont la vârsta adolescenței
- Emil Bârlădeanu
- Miriam Cuibus
- Andrei Bursaci — ultimul columbofil din orașul de pe insulă
- Andrei Zaharescu
- Dan Gherghina — Grégoire Belfont copil, fiul chiriașei lui Danyel Raynal
- Violeta Berbiuc
- Cristian Viorel Ghiță
- Florin Mărculescu
- Florin Tănase — responsabilul Brigăzii de Ordine Publică care-l arestează pe Raynal
- Eusebiu Ștefănescu — consilierul guvernatorului
- Vasile Albineț — polițist din Brigada de Ordine Publică
- Jeana Gorea — menajera familiei Labry
- Doina Sin
- Dumitru Constantin
- Ion Alexandrescu
- Julieta Strâmbeanu
- Adrian Cosmescu
- Raluca Petra
- Nicolae Dinică — secretarul guvernatorului
- Coca Zibilianu
- Viorel Chiurtu
- Ion Arcudeanu
- Cristian Grigore
- Eugen Vasiliu
- Adrian Drăgușin
- Maria Lupu
- Emil Sasu
- Traian Zecheru
- Theodor Ghiță
- Ionuț Pavel
- George Ulmeni
- Diana Cheregi
- Voicu Olari
- Jean Pomponiu
- Emilia Calboreanu
- Vasile Cojocaru
- Petre G. Nicolaie
- Marinel Pavel
- Corina Ilie
- Adrian Pavloski
- Mircea Rotaru

## Producție

### Scenariu
Scenariul filmului a fost scris de Mircea Veroiu și Bujor Nedelcovici, fiind inspirat din romanul Al doilea mesager de Bujor Nedelcovici. Romanul a fost scris în 1982, dar editurile românești au refuzat să-l publice; manuscrisul a fost scos clandestin din țară și a fost publicat de editura Albin Michel din Paris în 1985. Cartea a obținut Premiul Libertății oferit de PEN-Club Français și a beneficiat de critici foarte elogioase în presa franceză, care l-a comparat cu scrierile lui George Orwell.
În revista Esprit s-a scris că „Orwell însuși poate părea depășit în contextul românesc, iar utopia negativă pe care Bujor Nedelcovici, riscând mult, tocmai a publicat-o la Paris, pentru că romanul nu a putut apărea în România, Al doilea mesager, pare să ilustreze cu o uluitoare precizie ideile lui André Glucksmann despre posttotalitarism: Puterea nu mai are nevoie nici de teroare, nici de tortură, nici de Gulag, pentru ca să reducă la tăcere orice opoziție și să distrugă conștiințele”. Dizidenta Monica Lovinescu a remarcat profunda actualitate a romanului într-o emisiune de radio din 2001: „«Omul nou», care se autodenunță în romanul lui Bujor Nedelcovici, este, în realitate, omul fără răspundere, cu frică... cu dorința de egalitate în mizerie. Omul nou este cel care nu mai știe să pronunțe decât un singur cuvânt, da”.
Bujor Nedelcovici a rămas în 1987 la Paris, în timp ce regizorul Mircea Veroiu se autoexilase în capitala Franței cu un an în urmă. Între romancier și regizor s-a stabilit o relație însuflețită de pasiunea lor comună de a medita asupra relației dintre artist și putere.

### Filmări
După Revoluția din decembrie 1989, Mircea Veroiu s-a întors în țară pentru a realiza un film inspirat din romanul lui Bujor Nedelcovici. Primirea sa a fost destul de rece, iar potențialii sponsori și-au retras sprijinul în ultimul moment. În ajutorul lui Veroiu a venit regizorul Dan Pița, directorul companiei Solaris Film și vechi colaborator. Cei doi regizori au realizat împreună o conferință de presă în vara anului 1993. Scenariul filmului conținea mari deosebiri față de roman; astfel, dacă romanul era „un amalgam de stări”, scenariul extrăgea din el o acțiune cât mai coerentă cu putință.
Filmul a fost produs de Solaris-Film, în coproducție cu Star-Film. Filmările au fost realizate în colaborare cu Studioului de producție film Cinerom R.A. și cu sprijinul Studioului Cinematografic București S.A., filmul fiind turnat pe platourile de la Buftea. Regizor secund a fost Stelian Stativă. La finalul filmului, realizatorii mulțumesc pentru sprijinul acordat S.C. „Carmen Silva” S.A. din Eforie Nord, Clinicii de Geriatrie și Gerontologie „Ana Aslan” din Otopeni și R.A. Romsilva. Filmările subacvatice au fost realizate de Tiberiu Lazăr, iar cele combinate de operatorul Nora Irimescu și de tehnologul Nicolae Novac. Au fost folosite cadre din filmele Sezonul pescărușilor (1985) și Detașamentul „Concordia” (1981).
Somnul insulei conține scene de nuditate. Natașa Raab apare într-o secvență în pielea goală, exhibându-și sânii, fundul și părul pubian, în timp ce în ultima secvență Ovidiu Iuliu Moldovan se aruncă în valurile mării în pielea goală.

## Recepție
Filmul Somnul insulei a avut premiera la 27 mai 1994 și a fost vizionat de 6.361 de spectatori la cinematografele din România, după cum atestă o situație a numărului de spectatori înregistrat de filmele românești de la data premierei și până la data de 31.12.2007 alcătuită de Centrul Național al Cinematografiei.
La momentul apariției, filmul a trecut aproape neobservat de public și chiar și de critici. Era anul în care filmele de comedie A doua cădere a Constantinopolului și Crucea de piatră – Ultimul bordel realizau încasări mari. Valerian Sava îl considera un film nefericit, fără a argumenta motivul. Dana Duma scria într-un articol publicat în 1994 în revista „Noul Cinema” că „filmul lui Mircea Veroiu este o utopie negativă care ne amintește că dictatura poate apărea oricând și oriunde. Important este să nu ne lăsăm cuprinși de somn”. Ea descoperea în acel film o serie de teme și motive caracteristice întregii creații a cineastului: prietenia și trădarea, pierderea iluziilor de tinerețe, dificultatea intelectualului de a decide să acționeze.
În Istoria filmului românesc (1897-2000) (Ed. Fundației Culturale Române, București, 2000), criticul Călin Căliman afirma că a recunoscut în Somnul insulei o serie de „motive predilecte ale regizorului: solidaritatea întru ideal și pierderea iluziilor din tinerețe, «semnul șarpelui» și «sfârșitul nopții», camaraderia și trădarea, precum și tentativele consecvente de portretizare morală a intelectualului în diferite faze evolutive - sau involutive - ale societății românești”. „Cineastul nu-și dezminte tușa artistică atât de particulară, materializată, de-a lungul anilor, printr-o rafinată picturalitate a cadrelor (pe arcurile stilistice dintre Nunta de piatră și Dincolo de pod, dintre Șapte zile și Adela, dintre Să mori rănit din dragoste de viață și Sfârșitul nopții, în timp ce tânărul operator Gabriel Kosuth conferă dimensiuni tragice exterioarelor și interioarelor fără speranță ale filmului”, a completat criticul. După premiera filmului, Căliman își exprima speranța că întoarcerea acasă a regizorului nu va avea nimic comun cu întoarcerea acasă a eroului filmului, dar și-a dat seama mai târziu că acest film era de fapt începutul unui adio adresat cinematografiei și vieții.
Criticul Tudor Caranfil a dat filmului o stea din cinci și a făcut următorul comentariu: „După 11 ani de exil, Daniel revine pe Insula Victoriei, sperând că în țara sa, supusă Ligii, ceva s-a mai schimbat totuși. Și s-a schimbat, într-adevăr. Numai că în rău! Ficțiune politică și film de investigare a dizolvării conștiințelor, primul realizat de Veroiu după revenirea din exil. Adaptare a romanului „Ultimul mesager” de Bujor Nedelcovici, interesantă în intenție, dacă tema coruperii politice n-ar fi fost compromisă prin depeizarea esopică proprie școlii moderne a filmului românesc, prin dramaturgie rudimentară și livresc abscons. Ca eroului din film căruia nu-i mai rămâne de ales decât sinuciderea, regizorul recurge exclusiv la exercițiul calofil de stil, somnolent, lipsit de reală tensiune, de viață și de adevăr. Notă bună, într-un film ce emană dureroasa tristețe a unui declin profesional, doar autorului anonim al pastișelor după pictura oficială a Epocii de Aur, cu un umor și o forță a denunțului care ar fi trebuit să caracterizeze întregul film. Pr. spec Jur la Fest. Cinematogr. Lumii Latine.”

## Premii
Filmul a obținut Premiul special al Juriului („Makhila de argint”) la Festivalul Cinematografiei Lumii Latine de la Arcachon - Franța în 1995.